# 小村乡
小村乡，是中华人民共和国湖北省恩施土家族苗族自治州咸丰县下辖的一个乡镇级行政单位。

## 行政区划
小村乡下辖以下地区：
小村、李子溪村、羊蹄村、荔木村、中心场村、田坝村、大村、白果村、土地溪村、水杉坪村、喂龙村和兴隆沟村。